# Experimental Breeder Reactor I
Pour les articles homonymes, voir EBR.
L'Experimental Breeder Reactor I (EBR-I) est un réacteur nucléaire aujourd'hui démantelé situé au Laboratoire national de l'Idaho dans le désert, à environ à 29 kilomètres au sud-est d'Arco (Idaho), aux États-Unis.

## Histoire
Dans le cadre de la National Reactor Testing Station (depuis 2005 Laboratoire national de l'Idaho), la construction d'EBR-I a commencé à la fin de 1949. Le réacteur a été conçu et construit par une équipe dirigée par Walter Zinn sur le site du laboratoire national d'Argonne dans l'Idaho, connu sous le nom d’Argonne-West. À ses débuts, le réacteur était appelé Chicago Pile 4 (CP-4) et Zinn’s Infernal Pile (la "pile infernale de Zinn").

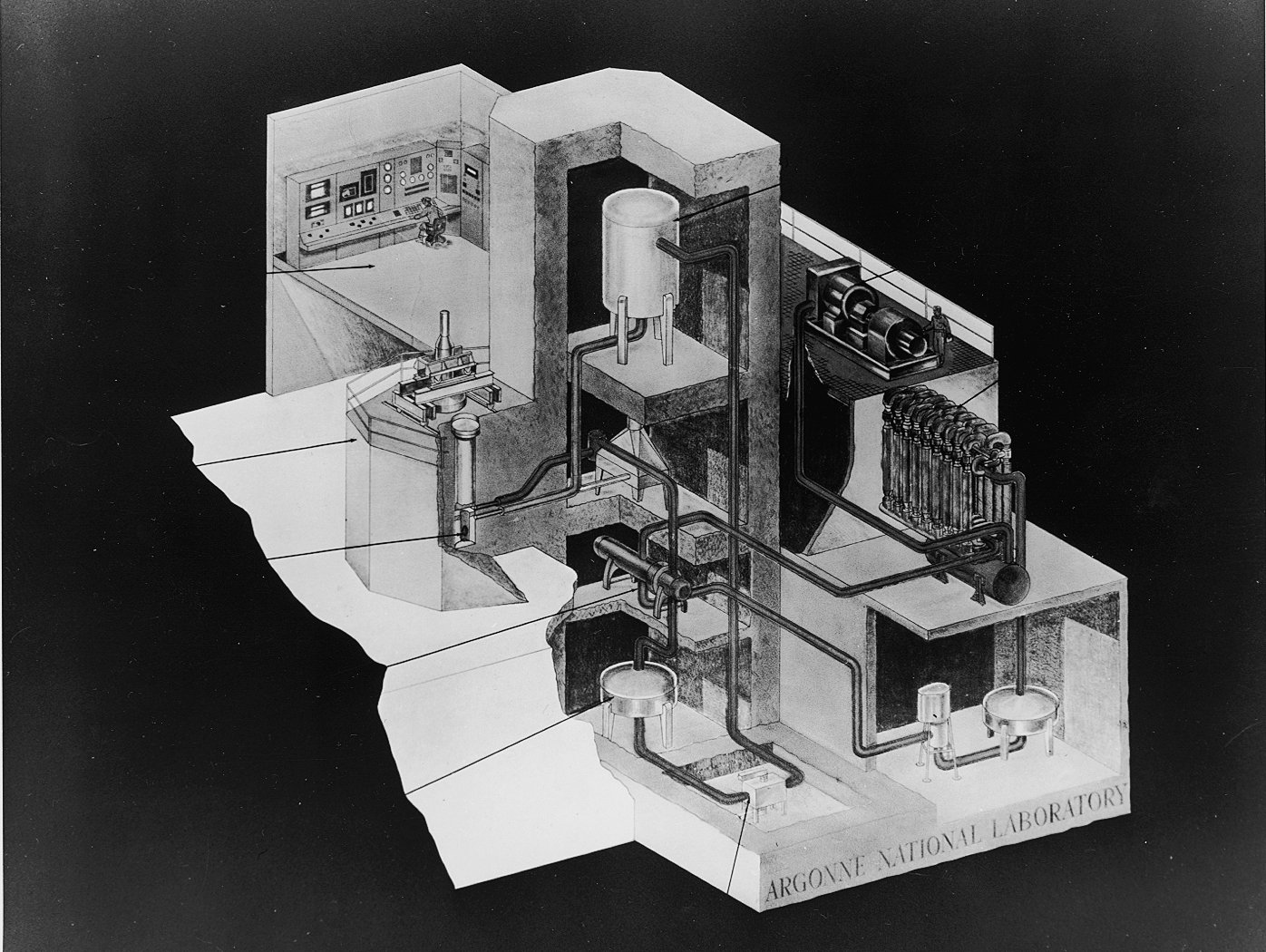
Vue en coupe de la centrale EBR-I

Il s'agit du premier réacteur nucléaire ayant produit de la chaleur convertie en électricité. Il a produit suffisamment d'électricité pour illuminer quatre ampoules de 200 watts le 20 décembre 1951. Par la suite, il a généré assez d'électricité pour alimenter la totalité du bâtiment l'abritant. Il a été utilisé pour des travaux de recherche jusqu'en 1964, date à laquelle il a été définitivement arrêté.
Il s'agissait d'un réacteur de recherche à neutrons rapides utilisant dans un premier temps  de l'uranium enrichi à plus de 90 % comme combustible, refroidi par un alliage eutectique sodium-potassium, échangeant avec un circuit secondaire véhiculant aussi du métal liquide et cédant ses calories à un circuit tertiaire d'eau par l'intermédiaire d'un générateur de vapeur. La vapeur produite alimentait une turbine, était condensée et renvoyée au générateur de vapeur par des pompes alimentaires.

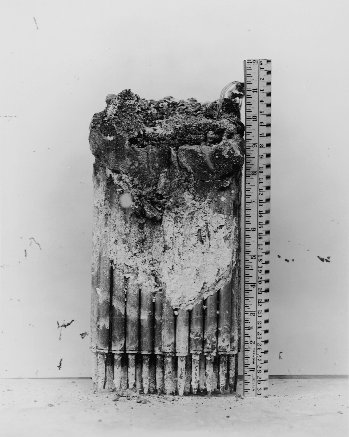
Une partie du coeur après la fusion partielle de 1955.

Le 29 novembre 1955, le cœur du réacteur a subi une fusion partielle lors d'un test de débit. L’essai de débit visait à déterminer la cause des réactions inattendues du réacteur aux changements de débit du caloporteur. Il a ensuite été réparé pour d’autres expériences, qui ont déterminé que la dilatation thermique des assemblages combustible et des plaques épaisses soutenant les assemblages combustible étaient la cause de la réponse inattendue du réacteur.
En 1962, le cœur du réacteur est alimenté avec du plutonium, faisant d'EBR-1 le second réacteur au monde à produire de l'électricité à partir du plutonium, juste derrière Sodium Reactor Experiment (SRE) en 1957.
En 1979, l'American Society of Mechanical Engineers classe l'installation comme Historic Mechanical Engineering Landmark (en).

## Galerie

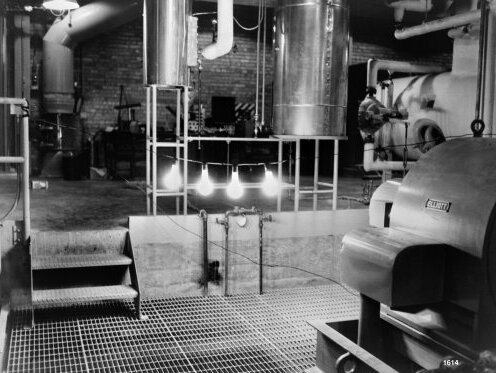
20 décembre 1951 : quatre lampes s'allument avec l'électricité générée par le réacteur nucléaire
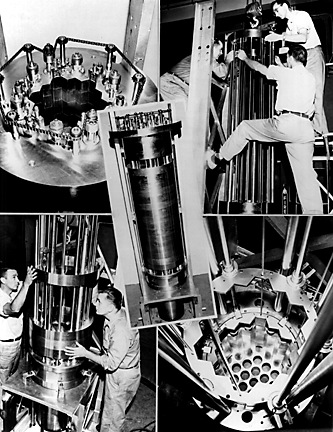
Assemblage du réacteur EBR-1 en 1951
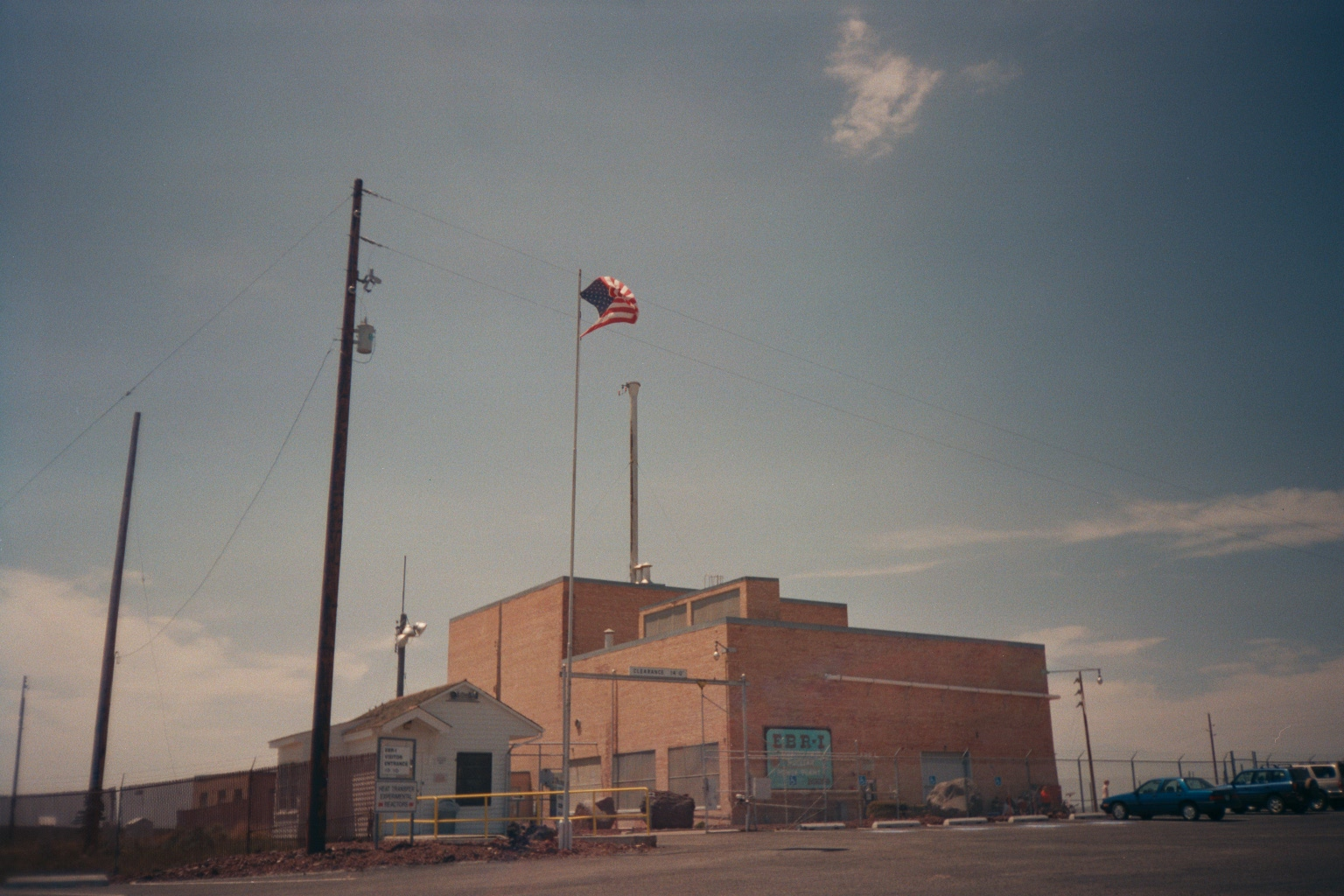
Vue extérieure de l'EBR
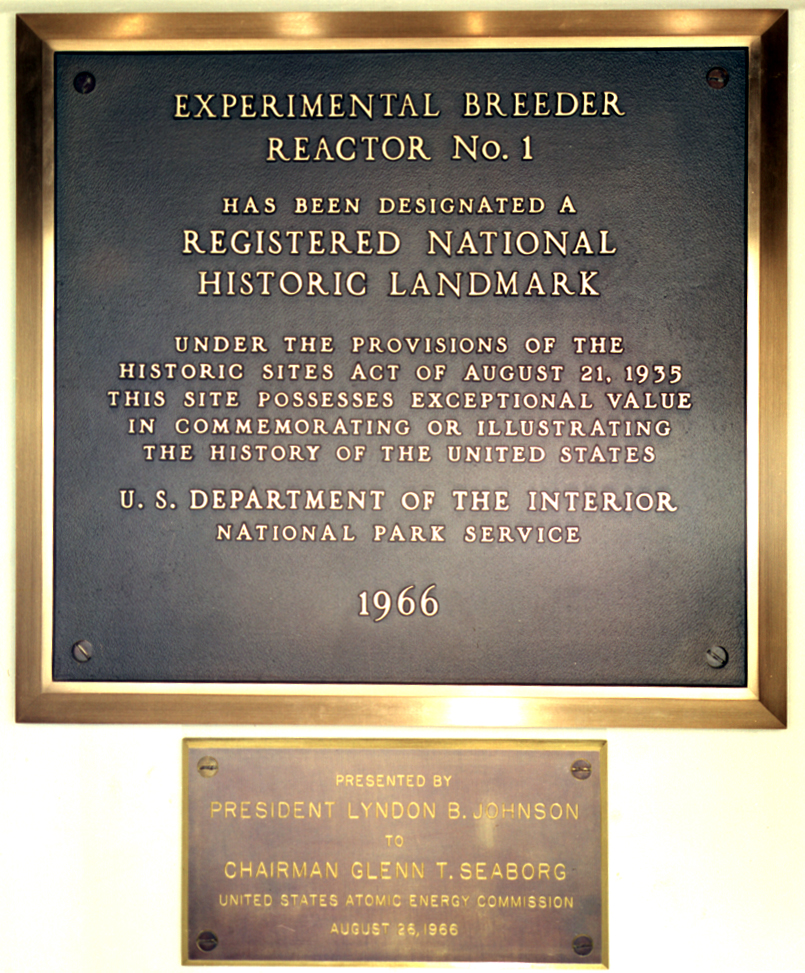
Plaque sur le site de l'EBR-I